# Frans van Stampart

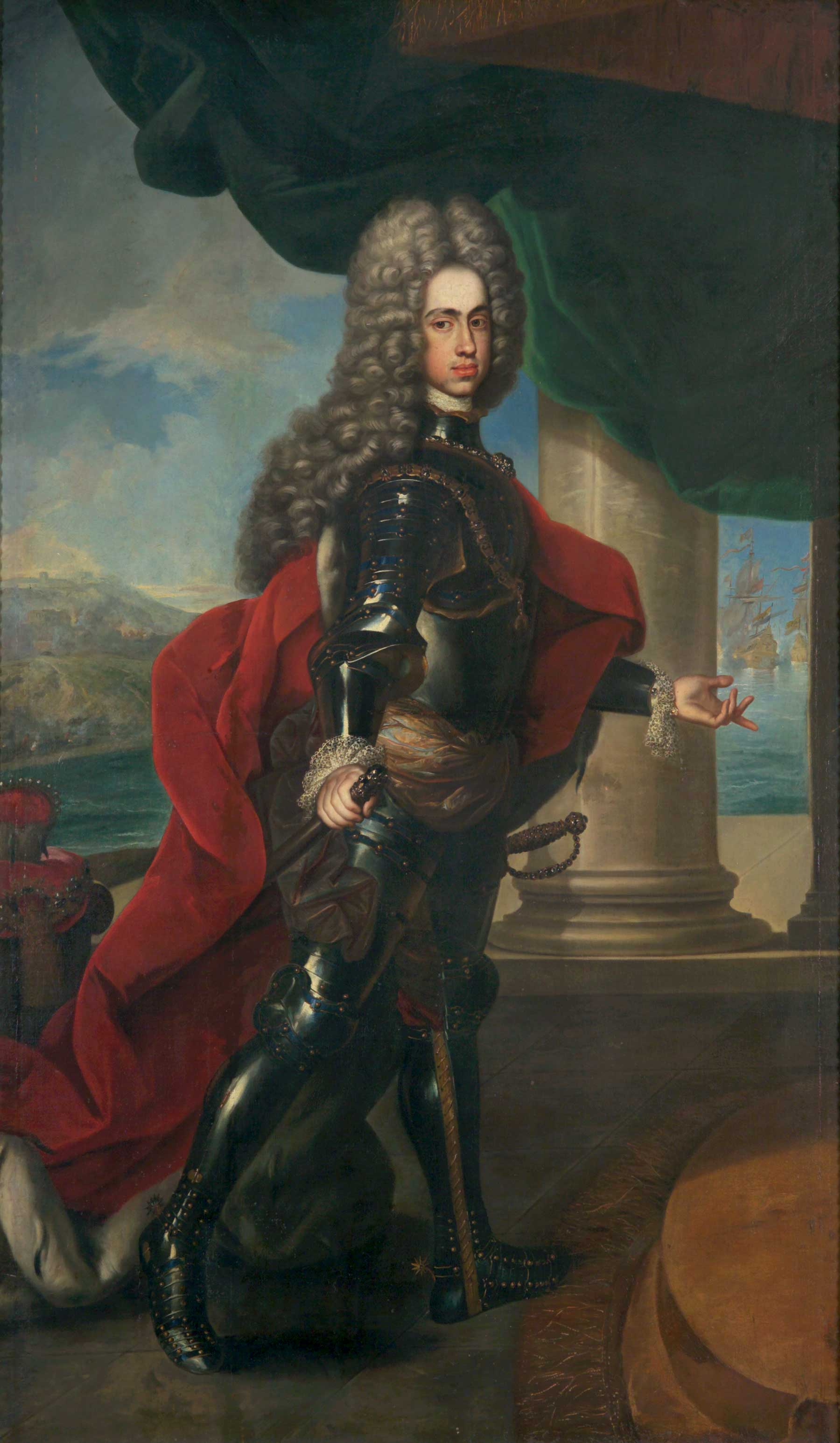
Retrato del archiduque Carlos ante el puerto de Barcelona, óleo sobre lienzo, 224 x 145 cm, Viena, Kunsthistorisches Museum.

Frans van Stampart (Amberes, 1675-Viena, 1750) fue un pintor flamenco especializado en el retrato de corte.
Nacido en Amberes el 12 de junio de 1675, en 1692-1693 se le encuentra inscrito como maestro en el gremio de San Lucas de Amberes. Trasladado a Viena en 1698 recibe el nombramiento de pintor de la corte en la que trabajó al servicio del emperador Leopoldo I y del archiduque Carlos, pretendiente a la corona de España y posteriormente emperador como Carlos VI, a quien retrató ante el puerto de Barcelona. Con Joseph von Prenner colaboró en el Theatrum Artis pictoriae y el Prodomus, volumen publicado en Viena en 1735 con vistas de la galería imperial de pinturas y reproducciones grabadas al aguafuerte de las pinturas que formaban la colección de Carlos VI.